# Podgór
Podgór – wieś w Polsce położona w województwie wielkopolskim, w powiecie konińskim, w gminie Kramsk.
| SIMC    | Nazwa   | Rodzaj    |
| ------- | ------- | --------- |
| 0288768 | Podgórz | część wsi |

Podgór wraz z jego częścią zamieszkuje 208 osób. Podgór wraz ze swoją częścią wsi tworzą samodzielne sołectwo Podgór. W latach 1975–1998 miejscowość administracyjnie należała do województwa konińskiego.